# Aulnoye-Aymeries
Aulnoye-Aymeries is een gemeente in het Franse Noorderdepartement (Frans: département du Nord) in de regio Hauts-de-France en telde op 1 januari 2022 8.674 inwoners, die Aulnésiens worden genoemd. De gemeente maakt deel uit van het arrondissement Avesnes-sur-Helpe. In de gemeente ligt spoorwegstation Aulnoye-Aymeries.

## Geografie
Aulnoye-Aymeries ligt in het zuiden van het bekken van de Samber en maakt deel uit van het regionaal natuurpark l'Avesnois. De oppervlakte van Aulnoye-Aymeries bedroeg op 1 januari 2022 8,66 vierkante kilometer; de bevolkingsdichtheid was toen 1.001,6 inwoners per km².

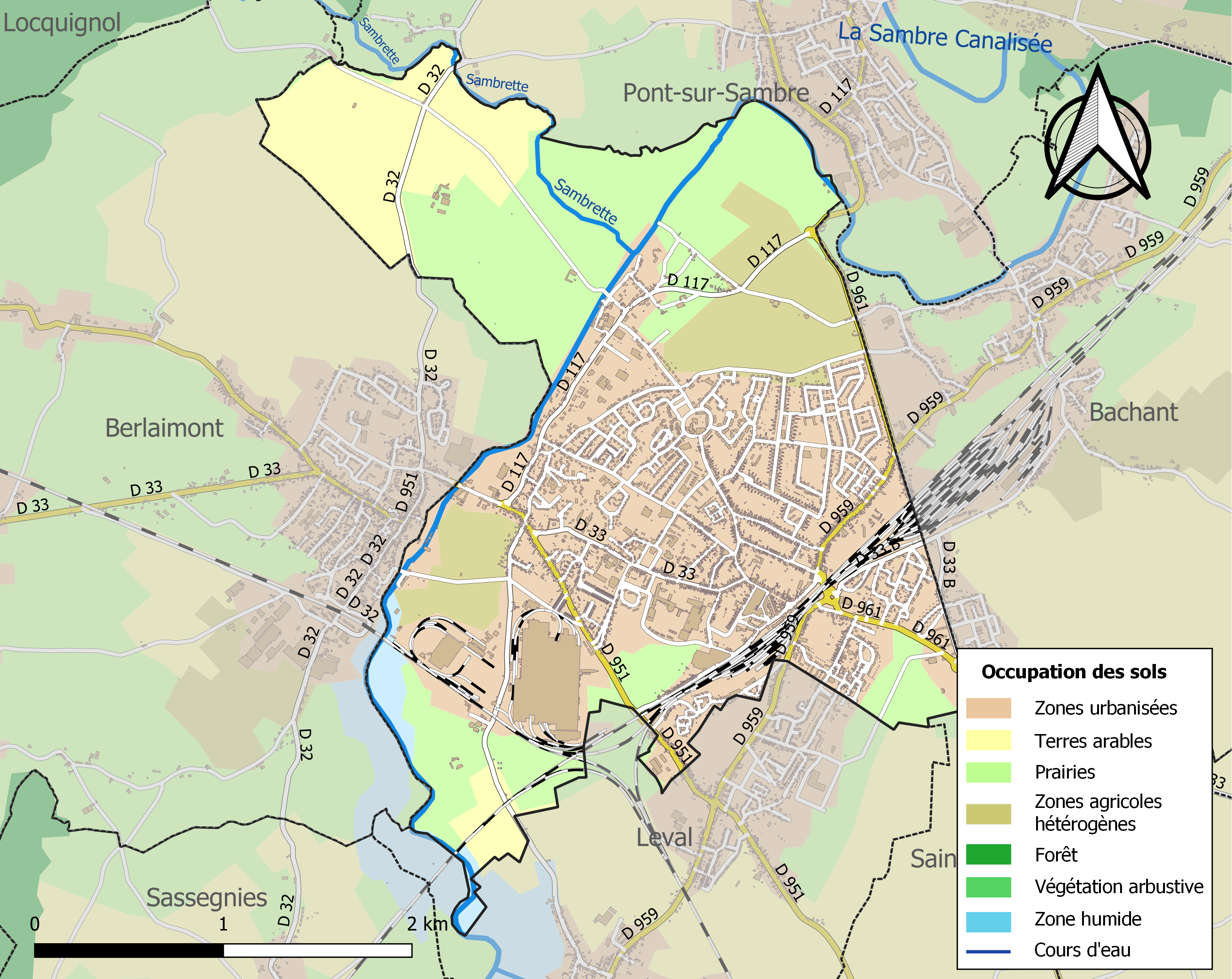
Kaart van de gemeente met belangrijkste infrastructuur, bodemgebruik en omliggende gemeenten

## Demografie
Onderstaande figuur toont het verloop van het inwonertal (bron: INSEE-tellingen).